# Teorema de Sturm
El teorema de Sturm permet calcular el nombre d'arrels reals diferents d'una funció polinòmica compreses en un interval donat. Aquest teorema fou establert el 1829 per Charles Sturm.

## Enunciat del teorema
El nombre d'arrels reals diferents en un interval [a,b] d'un polinomi amb coeficients reals, del qual a i b no són arrels, és igual a la diferència del nombre de canvis de signe de la successió de Sturm als extrems d'aquest interval.

## Successió de Sturm
La successió de Sturm o cadena de Sturm es construeix a partir dels polinomis {\displaystyle P_{0}=P~} i de la seva derivada {\displaystyle P_{1}=P^{\prime }}
{\displaystyle P=x^{n}+\ldots +a_{1}x+a_{0}}
{\displaystyle P^{\prime }=n*x^{(n-1)}+\ldots +a_{1}}
Aquesta successió és la seqüència de resultats intermedis que s'obté aplicant l'algorisme d'Euclides a {\displaystyle P_{0}~} i la seva derivat {\displaystyle P_{1}~}.
Per obtenir aquesta successió es calcula:
{\displaystyle {\begin{matrix}P_{0}&=&P_{1}*Q_{1}-P_{2}\\P_{1}&=&P_{2}*Q_{2}-P_{3}\\&\ldots &\\\end{matrix}}}
Els Pi són per tant els oposats dels residus successius de la divisió dels dos termes precedents de la successió. Si {\displaystyle P~} només té arrels diferents, l'últim terme és una constant no nul·la. Si aquest terme és nul, {\displaystyle P~} admet arrels múltiples, i en aquest cas es pot aplicar el teorema de Sturm fent servir la successió {\displaystyle T_{0},T_{1},\ldots ,T_{r-2},1} que s'obté dividint {\displaystyle P_{1},P_{2},\ldots ,P_{r-1}} entre {\displaystyle P_{r-1}}.
Si es nota {\displaystyle \sigma (\xi )~} el nombre de canvis de signe (el zero no es compta com un canvi de signe) en la successió
{\displaystyle P(\xi ),P_{1}(\xi ),P_{2}(\xi ),\ldots ,P_{r}(\xi )}.
el teorema de Sturm diu que per a dos nombres reals {\displaystyle a,b~}, {\displaystyle a<b~}, a i b no són arrels de P, el nombre d'arrels en l'interval {\displaystyle [a,b]~} és:
{\displaystyle \sigma (a)-\sigma (b)~}.
Es pot utilitzar aquest teorema per calcular el nombre d'arrels reals diferents escollint de manera apropiada les fites {\displaystyle a~} i {\displaystyle b~}, per exemple, totes les arrels reals d'un polinomi són dins l'interval {\displaystyle [-M,M]~} amb:
{\displaystyle M=\max(1,\sum |a_{i}|)}.